# Jumillera rogersii
Jumillera rogersii är en svampart som beskrevs av Y.M. Ju & H.M. Hsieh 2008. Jumillera rogersii ingår i släktet Jumillera och familjen kolkärnsvampar.   Inga underarter finns listade i Catalogue of Life.